# 叩頭章

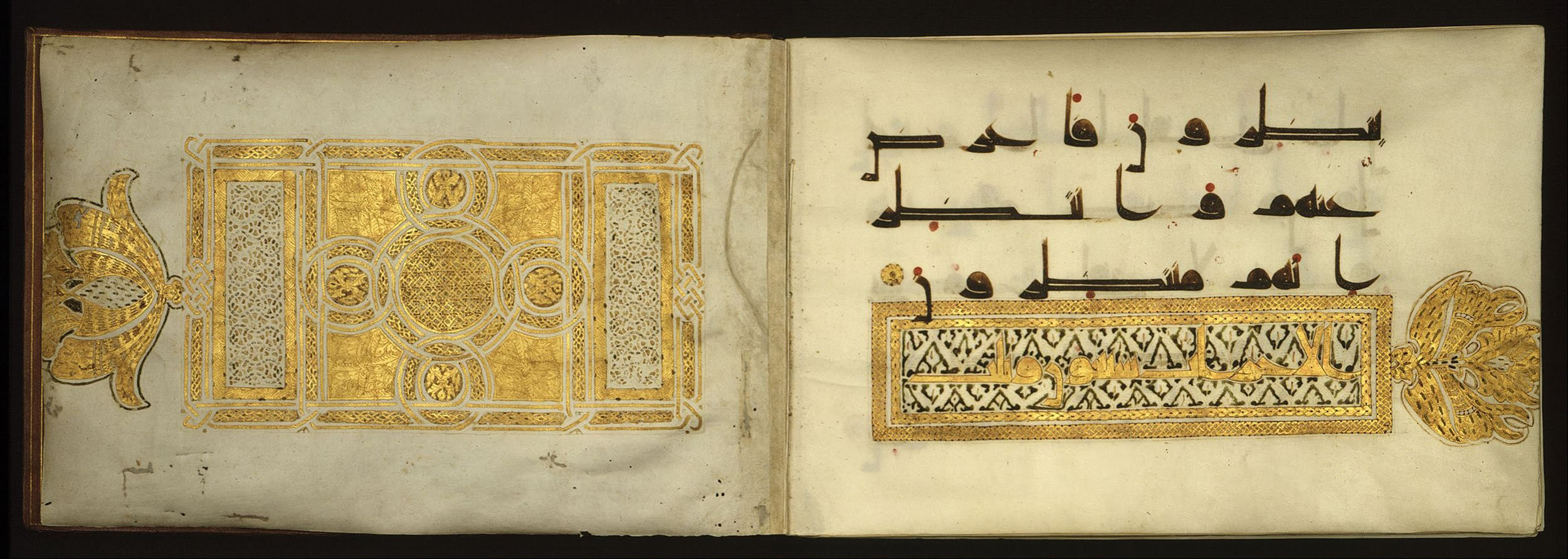
古蘭經手抄本殘頁，內容為《叩頭》第29-30節經文。裝飾邊框內為下一章《同盟軍》的標題。庫法體書法，9-10世紀，伊拉克或敘利亞，現藏柏林伊斯蘭藝術博物館

《叩頭章》（阿拉伯語：السجدة）是古蘭經第32章（蘇拉），共30節（阿亞）。章名取自第15節經文中「...叩頭並讚頌他們的主」的表述，亦有譯為「崇拜」。
根據伊斯蘭傳統，本章屬於「麥加篇章」，即先知穆罕默德在麥加時期接受的啟示。德國學者泰奧多爾·諾爾德克（1930年逝世）在其編訂的《古蘭經》年代序列（諾爾德克編年）中將其列為第70章，而傳統埃及編年法則列為第75章（位於《信士章》之後）。

## 內容概要
本章前半部分闡述伊斯蘭核心教義，包括啟示、真主、人類創造、復活與審判日；後半部對比「向真主叩頭」者與「背棄真主跡象」者的不同結局，並以以色列人跟隨穆薩獲得引導為例證。

## 經文節選
- 1 艾列弗·倆目·米目（阿拉伯字母縮寫）[1]
- 2 這部《古蘭經》確是無可置疑的啟示
- 3 穆罕默德並非偽造《古蘭經》
- 4 真主在六日內創造天地
- 5 復活日真主將審判眾生[5][1]
- 5-8 全知的主是人類的創造者
- 9 但被造的人類否認復活
- 10 不信道者將被帶到真主面前
- 11 他們悔悟時已無法獲得寬恕
- 12-14 火獄必將充滿精靈與人類
- ۩15-19 虔信者將獲報酬
- 20-21 不信者今世後世均受罰
- 22 否認真主跡象乃大罪
- 23 《討拉特》降示予穆薩
- 24 以色列人中選出導師引領正路
- 25 審判日真主將裁決他們的分歧
- 26 麥加人當以先民結局為鑒
- 27 自然現象預示復活，但悖逆者不解
- 28-30 不信者催促審判日早日來臨[5]

## 經注學解讀
據伊本·凱西爾（1373年逝世）《經注》記載，穆罕默德常在週五晨禮（晨拜）中誦讀《叩頭》與《人章》（第76章）。阿魯西（1854年逝世）等學者證實另一傳述：穆罕默德睡前常誦此章。
蘇尤提（1505年逝世）因第16節提及「避開床榻」夜間禮拜（夜功拜）者，將本章別稱「床榻章」（سورة المضاجع）。其他別名包括古爾圖比（1274年逝世）採用的「艾列弗·倆目·米目·啟示章」（ألم تنزيل），取自章首字母與第2節首詞。
關於部分經文（有學者主張16-20節，或僅18-20節，或僅16節）屬麥地那篇章的觀點，因缺乏與前後文的斷裂證據而未獲廣泛認同。馬哈茂德·阿魯西指出這些經文與上下文緊密關聯，應屬同一時期啟示。

### 引用
1. 1 2 3 4 5  Lumbard, Joseph. . San Francisco: HarperOne. April 2015.
2. ↑  Sale, George. . New York: John B. Alden. 1891.
3. ↑  Ernst 2011，第39頁.
4. 1 2 3  The Study Quran，第1009頁.
5. 1 2  Wherry, Elwood Morris. . London: Kegan Paul, Trench, Trubner, and Co. 1896.  本文含有此來源中屬於公有领域的内容。
6. ↑  布哈里聖訓（870年輯錄）：第二卷第十三書第十六條 的存檔，存档日期2017-06-10.
7. ↑  The Study Quran，第1451頁.
8. ↑  The Study Quran，第1013, v. 16 commentary頁.

### 書目
- Ernst, Carl W. . 北卡羅來納大學出版社. 2011年12月5日. ISBN 978-0-8078-6907-9.
- 賽義德·侯賽因·納斯爾; Caner K. Dagli; Maria Massi Dakake; Joseph E.B. Lumbard; Mohammed Rustom (编). . 紐約: 哈珀柯林斯. 2015. ISBN 978-0-06-112586-7.

## 外部連結
- 《古蘭經》第32章（清晰古蘭經譯本）
- 第32章第2節（50餘種譯本對照）
- 维基文库中的相關文獻：The Holy Qur'an (Maulana Muhammad Ali)/32. The Adoration